# ラブ・マニアックス!
『ラブ・マニアックス!』は、瀬田ハルヒによる日本の漫画作品。著者のデビュー作を含む初短編集。

## 概要
『なかよし』『なかよしラブリー』（講談社）において、2005年から2008年に掲載された。

## 収録内容
いずれも読み切りで、収録順に列記している。
- ピタゴラスのメイク!（『なかよしラブリー』2008年夏号）
- 桜の咲くまえに（『なかよし』2008年4月号）
- ぼくらは恋する星の下（『なかよしラブリー』2006年冬号）
- 圧縮エモーション（デビュー作、『なかよしラブリー』2005年冬号）

## 書誌情報
瀬田ハルヒ 『ラブ・マニアックス!』 講談社〈講談社コミックスなかよし〉、全1巻
- 2009年3月19日発行、ISBN 4-06-364216-X